# Platycleis tadzhika
Platycleis tadzhika är en insektsart som först beskrevs av Bei-bienko 1933.  Platycleis tadzhika ingår i släktet Platycleis och familjen vårtbitare. Inga underarter finns listade i Catalogue of Life.